# Krabbe (ätter)
Krabbe är namnet på flera danska, norska, finländska och svenska adliga samt borgerliga släkter.

## Krabbe af Damsgård
Dansk uradelsätt först känd 1498 genom Christen Krabbe (ca 1480- död mellan 1553 och 1554) af Damsgård, som i sitt vapen bar två silverbalkar på ett rött fält. Han var farfar till godsägaren Ole Krabbe (1656–1728) till Bjerre, vilken blev förfader till två danska grenar och en norsk gren. Bland de äldre danska släktgrenarna hör bland annat försvarsminister Christopher Krabbe (1833–1913) och ministern i Köpenhamn för Island Jón Krabbe (1874–1964). Den norska grenen av ätten härstammar från Ole Krabbes son, överste löjtnant Frederik Christian Krabbe (1713–1776), som var far till kommendörkapten Peter Greis Krabbe (1755–1807) och överste Ole Krabbe (1758–1826).

## Krabbe av Halland
Dansk uradelsätt först känd genom Bengt Krabbe omnämnd 1478 i egenskap av landsdomare i norra Halland och senare 1496 som medlem riksrådet. Hans dotter Magdalena gifte sig med Bo Olofsson Oxehufwud och den andra dottern Gunhild Bengtsdotter Krabbe gifte sig med Torbjørn Arvidssøn och blev därmed mormor till Krabbe i Svaneby. Ätten utslocknade 1667 med Peder Krabbe.

## Krabbe av Halland och Bohus län
Dansk-norsk adelssläkt som troligen härstammar från släkten Krabbe från Halland. Den först kända mannen av släkten var landsdomaren i Halland Oluf Lauritsson till Råö (nämnd 1537-1554). Han var farfar till Lauritz Erikssons son (nämnd 1606-1625), vars barn antog namnet Krabba. Bland dessa var kaptenen i Bohus-Jämtlands kavalleribataljon Peder Krabbe Lauritsson till Olsnäs, som senare stupade vid Gyldelöwes anfall av Kungälvs fästning, och Anna Krabbe, gift med Henrik Erikssön Pontoppidan. 

## Krabbe af Krageholm nr 21
Denna adliga ätt omfattade endast nedan nämnde Jörgen Krabbe, som 1664 introducerades på Riddarhuset i Stockholm med namnet Krabbe av Krageholm och blev 12 januari 1676 friherre på Krageholms slott i Skåne. Han hade inga barn som kunde föra ätten vidare. Det låga numret 21 stämmer inte med den verkliga kronologin.  

## Krabbe af Svaneby nr 46
Krabbe af Svaneby var en gammal frälsesläkt som introducerad på riddarhuset vid dess bildande år 1625. Troligen utdöd i början av 1700-talet. En påstådd stamfar, väpnaren Anders Krabbe till Ek, tros vara en konstruerad person, och den äldsta bekräftade medlemmen av ätten var:
1. Bengt Krabbe var troligen gift med Gunhild Bengtsdotter i Kärra, dotter till Bengt Turesson (sparre över blad), känd 1390-1422 och Märta Gunnarsdotter Gylta, en dotter till Gunnar Gylta till Påtorp (död senast 1429) och de skall ha haft tre barn: Bengt, Christina och Märta.[8]
  1. Bengt Bengtsson
  2. Christina Bengtsdotter
  3. Märta i Kärra vid Älvsborg, gift med Bengt Andersson (sparre över tre kulor). 
    1. Gunhild Bengtsdotter (sparre över tre kulor), levde 1525. Gift med Torbjörn Arvidsson (levde 1493).
      1. Anders Krabbe (levde ännu 1568) var fogde i Marks härad i Älvsborgs län från 1539, och häradshövding i Ås härad i Älvsborgs län till 1548. Gift med Barbro Knutsdotter, dotter av häradshövdingen Knut Svensson (Lilliehöök af Gälared och Kolbäck).[9][10][11]
        1. Bengt Krabbe

## Adliga ätten Krabbe nr 2149
Denna ätt Krabbe adlades 1779 och introducerades 1789 som adlig ätt nummer 2149, med anspråk på att härstamma från den på riddarhuset under nr 46 introducerade såsom utdöd antecknade ätten Krabbe af Svaneby (ovan). Ätten är utdöd i Sverige, men fortlever i Finland, med den där introducerade ätten med nummer 159.

## Krabbe af Østergård
Dansk uradelsätt först känd på Jylland 1336 genom Niels Mikkelsen, som 1362 blev vigd till biskop i Odense av påven, och var farfars far till riksrådet Morten Krabbe (död 1483) till Bustrup. Från hans söner riddaren Mogens Krabbe (död 1505) till Bustrup, Glob Krabbe (död 1535) till Östergård och Mikkel Krabbe (död 1523) till Veslösgårds utgrenades ättens huvudlinjer. En annan son, Niels Krabbe till Tandrup, var fader till kansler Mogens Krabbe (död 1542).
Mogens Krabbe (död 1505) var far till riksmarsken Tyge Krabbe (1474–1541), som i sin tur var far till det lärda riksrådet Erik Krabbe (1510–1564) till Bustrup, Mogens Krabbe (1513–1564) till Vegeholm och poeten fru Elsebe Krabbe (1514-1578; gift med Peder Skram). Från den förra kommer ämbetsmanen och geheimerådet Otte Krabbe (1641-1719) till Holmegård.
Den danska ätten utdog i Danmark 1878 men fortlever i England och Argentina, under namnet Krabbé .
De mera kända med namnet Krabbe är den danske ståthållaren i Norge på Bohus fästning Iver Krabbe som gav namn till Krabbefejden 1657–1658. Hans son,  Jörgen Krabbe , född 1633 på Varbergs slott och fästning, blev svensk undersåte i samband med Roskildefreden. Han nauraliserades som svensk adelsman 1554, upphöjdes till friherre 1676 men blev ej introducerad som sådan. Han dömdes till döden för förräderi under kriget med Danmark och avrättades 1678 i Malmö.
Mogens Krabbe till Vegholm var farfar till guvernören i Norge Iver Krabbe (1602–1666) till Jordberga och länskommissionär i Skåne Niels Krabbe (1603–1663) av Östergård, till Skällinge. Iver Krabbe var far till Jörgen Krabbe (1633–1678) till Krageholm, som introducerades vid det svenska Riddarhuset 1664 och fick en fristående titel 1676. Denna släkt dog ut i Danmark 1878, men fortlever i Storbritannien.
Mikkel Krabbe (död 1523) var farfars far till guvernören i Norge Gregers Krabbe (1594–1655) till Torstedlund.